# Eucalyptus kirtoniana
Eucalyptus kirtoniana là một loài thực vật có hoa trong Họ Đào kim nương. Loài này được F.Muell. mô tả khoa học đầu tiên năm 1879.